# Renato Barisani
Renato Barisani (* 15. November 1918 in Neapel; † 3. September 2011 ebenda) war ein italienischer Bildhauer und Maler.

## Leben
Renato Barisani studierte Bildhauerei am Kunstinstitut in Neapel (Istituto d’arte di Napoli), dann von 1938 bis 1939 an der Kunstschule der Villa Reale in Monza (Istituto Superiore per le Industrie Artistiche di Monza) bei dem Bildhauer Marino Marini und graduierte 1941 an der Accademia di belle arti di Napoli.
Nach anfänglich figuraler Arbeiten, entwickelte er sich über Abstraktion zur Konkreten Kunst und ging in den 1960er Jahren zu Materialbildern über. Dazu arbeitete in den Bereichen Fotografie, Grafik, Collage, Mosaik und Keramik.
1948 nahm er an der für die weitere Entwicklung der Kunstwelt in  Italien wichtigen fünften Ausgabe der Quadriennale di Roma teil, die unter dem Titel Rassegna Nazionale delle Arti Figurative stand. Eine zweite Teilnahme an der IX. Quadriennale erfolgte 1986.
Zunächst an der losen neapolitanischen Künstlergruppe Gruppo SUD (Süden; auch Gruppo del Sud, Gruppo Sud pittura) beteiligt, die sich bereits gegen Informel richtete und eher zur konkreten Kunst und geometrischen Formen neigte, gründete er zusammen mit Renato de Fusco, Guido Tatafiore und Antonio Venditti die von 1950 bis 1955 bestehende Künstlergruppe Gruppo Napoletano Arte Concreta, die regional den Süden Italiens innerhalb der vorwiegend norditalienischen von Bruno Munari in Mailand mitgegründeten Movimento per l’arte concreta vertrat.

## Ausstellungen
Die Gruppe SUD stellte 1948 in der Galleria il Blu di Prussia in Neapel aus. Ab dieser Zeit folgten für Barisani zahlreiche Einzel- und Gruppenausstellungen. Von diesen sind hervorzuheben die Ausstellung 1951 Arte Astratta e Concreta in Italia in der Galleria Nazionale d’Arte Moderna in Rom und 1955 ebenfalls dort die Le arti plastiche e civiltà meccanica, 1953 die L’arte nella vita del Mezzogiorno d’Italia. Mostra di arti figurative e di arti applicate dell’Italia meridionale im Palazzo delle Esposizioni in Rom und Landespräsentation Contemporary Italian Paintings 1963 in Melbourne.
Nach diversen Gruppenausstellungen in Italien und Sizilien beteiligte sich Renato Barisani 1960 an der Ausstellung Modern Drawings in den Padawer Galeries New York, 1961 Nouvelle école européenne in der Galleria Kasper Losanna, Collectiva Internazionale in der Galleria Zodiaque Bruxelles, 1963 Mostra d´Arte Italiana Contemporanea in der David Jones Art Gallery Sydney, 1964 Galerie Wirth Berlin.
Die ersten Einzelausstellungen von Renato Barisani waren 1957 Galleria dell´Incontro Roma und Galleria Medea Napoli, 1958 Galleria Minerva Napoli und Galleria L´Attico Roma, 1960 Galleria S.Carlo Napoli und Galleria Il Traghetto Venezia, 1961 Galleria S.Carlo Napoli und Galleria Il Centro Ischia, 1962 Galleria Cadario Milkano, 1964 Galleria d´Arte „Il Centro“ Napoli (1.–21. Februar 1964). An der Biennale di Venezia nahm er 1962 und 1972 teil. Eine Retrospektive fand im Jahr 2000 im Castel dell’Ovo in Neapel statt.
Im öffentlichen Raum befinden sich Arbeiten von ihm in der U-Bahn-Station Salvator Rosa der Metropolitana di Napoli, die er mit Mimmo Rotella, Ernesto Tatafiore, Mimmo Paladino und Gianni Pisani als eine der Stazioni dell’Arte (Kunststationen) der Linie 1 künstlerisch ausgestaltete.
Arbeiten von ihm befinden sich in der Galleria Nazionale d’Arte Moderna in Rom, im Museo Revoltella in Triest, in der Galleria d’Arte Moderna Villa Guinigi in Lucca sowie in Privatsammlungen in Italien und im Ausland.

## Auszeichnungen
Preise: 
- 1952 Ministero della Publica Istruzione,
- 1961 Mostra d’Arte Contemporanea „Termoli“,
- 1962 Mostra „Premio Sicilia“ Industria Palermo,
- 1962 „Premio Svizzero di Pittura Astratta 1962“ Losanna,
- 1963 V. Mostra Nazionale „Arte Contemporanea San Benedetto del Tronto“,
- 1963 Mostra Nazionale di Pittura „Città di Lucca“.

## Veröffentlichungen und Ausstellungskataloge
- Renato Barisani Giuseppe Marchiori im Katalog der Galleria d`Arte „Il Blilico“ Neapel der Ausstellung vom 1. bis 21. Februar 1964
- Renato Barisani: opere 1940–1975. Enrico Crispolti con antologia critica di testi di V. Aguilera Cerni …. Magma edizioni, [ohne Ort] 1976. (332 S., Druckort: Napoli).
- Renato Barisani: opere 1972–1980. Testi di Carlo Belli, Luigi Paolo Finizio. [Ohne Angaben], 1981. (Druckort: Napoli. Ausstellungskatalog: Napoli Galleria Numerosette April, 1981).
- Renato Barisani.  Morra, Napoli 1991. 122 S.
- Barisani: i collages. A cura di Enrico Crispolti. Francesco Cusati arte contemporanea, Portici 1992. 79 S.
- Barisani: i fotogrammi. Massimo Bignardi. Centro di Cultura Contemporanea Napolic’e, Portici 1998. 79 S.
- Renato Barisani: l'astrazione organica, pitture e sculture 1985–1999. Assessorato alla Cultura, Centro di Cultura Contemporanea Napolic’e, San Giorgio a Cremano 1999. 63 S. (Text: Massimo Bignardi. Ausstellungskatalog: San Giorgio a Cremano 1999, Villa Bruno, 2. – 30. Oktober 1999).
- Renato Barisani: materie ad arte. A cura di Stefania Zuliani. Fabbrica del lunedi, Napoli 2004. 99 S. (Ausstellungskatalog)
- Renato Barisani: opere recenti. A cura di Julia Draganovic e Olga Scotto di Vettimo. Electa Napoli, Napoli [2008]. 110 S. (Ausstellungskatalog: PAN Palazzo delle Arti di Napoli, 4. Oktober bis 17. November 2008).